# 三坡镇
三坡镇，是中华人民共和国河北省保定市涞水县下辖的一个乡镇级行政单位。

## 行政区划
三坡镇下辖以下地区：
下庄村、北禅房村、南禅房村、马各庄村、交界口村、紫石口村、上庄村、松口村、刘家河村、义合庄村、都衙村、沙岭西村、南峪村、黄峪铺村、百里峡村和邢各庄村。